# Filttagging
Filttagging (Tomentella crinalis) är en svampart som först beskrevs av Elias Fries, och fick sitt nu gällande namn av M.J. Larsen 1967. Filttagging ingår i släktet Tomentella och familjen Thelephoraceae.  Arten är reproducerande i Sverige. Inga underarter finns listade i Catalogue of Life.